# 吳潤
吳潤（1442年—？），字公澤，山東濟南府德州德平縣人，明朝政治人物。同進士出身。

## 生平
天順六年（1462年）壬午科山東鄉試第十二名。成化二年（1466年）丙戌科會試第一百七十六名，殿試登進士第三甲第四十七名。

## 家族
曾祖吳子實，贈刑部郎中。祖父吳達，曾任衡州府知府。父亲吳琦。